# ベアーズ (アナウンサーユニット)
『ベアーズ』とは、日本テレビのアナウンサー5人で結成されたアナウンサーユニット。

## 概要
民放初の男女混成アナウンサーユニットとして誕生。名称の由来は同局のPRキャッチコピーの「日テレダベア」から。同局としてはDORA、go!go!ガールズに続く3組目のアナウンサーユニットである。同局の番組やイベントのPRメンバーとして活躍するほか、CDデビューを目標にしている。メンバーの一員の小熊の冠番組である『小熊のベア部屋』で結成の経緯が放送された。なお日本テレビのアナウンサーユニットでは初めて男性がメンバーに加わった。

## メンバー
- 葉山エレーヌ（はやまエレーヌ、1982年7月29日-）

フランス・パリ出身。B型。明治大学卒。
- 夏目三久（なつめ みく、1984年8月6日-）

大阪府箕面市出身。O型。東京外国語大学卒。
- 小熊美香（おぐま みか、1986年3月25日-）

静岡県富士宮市出身。O型。上智大学卒。
- 上重聡（かみしげ さとし、1980年5月2日-）

大阪府八尾市出身。O型。立教大学卒。
- 右松健太（みぎまつ けんた、1978年11月6日-）

東京都町田市出身。B型。國學院大學卒。